# U.S. Route 91
La U.S. Route 91 o U.S. Highway 91 (US 91) è un'autostrada degli Stati Uniti in direzione nord-sud lunga 172 663 miglia (277 874 km) che va da Brigham City, Utah a Idaho Falls, Idaho, attraversando gli Stati dell'Idaho e dello Utah. Nonostante il numero "1" nell'ultima cifra, la US 91 non è più un'arteria che attraversa il Paese. L'autostrada attualmente serve per collegare le comunità della Cache Valley alla Interstate 15 e oltre. Prima della metà degli anni 1970, la US 91 era una rotta commerciale internazionale da Long Beach, California, al confine tra il Canada e gli Stati Uniti a nord di Sweetgrass, Montana. La US 91 era diretta nelle strade principali della maggior parte delle comunità che serviva, tra cui la Las Vegas Boulevard a Las Vegas e la State Street a Salt Lake City. Da Los Angeles a Salt Lake, il percorso fu costruito lungo il corridoio dell'Arrowhead Trail. La US 91 è stata in gran parte sostituita dalla Interstate 15. Una parte dell'ex tracciato dell'autostrada in California attualmente fa parte della State Route 91.